# كيسي فوسام
كيسي فوسام (بالإنجليزية: Casey Fossum) هو لاعب كرة قاعدة أمريكي، ولد في 6 يناير 1978 في نيوجيرسي في الولايات المتحدة.

## وصلات خارجية
- كيسي فوسام على موقع دوري كرة القاعدة الرئيسي (الإنجليزية)
- كيسي فوسام على موقع الدوري الياباني لكرة القاعدة (الإنجليزية)
- كيسي فوسام على موقعبيزبول رفرنس.كوم (الدوري الرئيسي) (الإنجليزية)
- كيسي فوسام على موقع إي إس بي إن.كوم (أم.أل.بي) (الإنجليزية)
- كيسي فوسام على موقع مشجعي الرسوم البيانية (الإنجليزية)